# Cabana de Filià
La Cabana de Filià és una cabana de muntanya del terme municipal de la Torre de Cabdella, en el seu terme primigeni.
Està situada al bell mig del circ de Filià, on s'origina el riu de Filià, al centre del lloc on s'estava construint una estació d'esquí, actualment (2009) amb les obres aturades.
Antigament, la cabana era el lloc on s'aplegava el ramat que durant els mesos càlids pasturava a la vall, i es destriava per tal de començar la transhumància, per tal de passar els mesos freds en paratges menys freds, habitualment al pla del Segrià i la Noguera. Actualment aquesta activitat és pràcticament residual.